# San Vicente de Aquilué
San Vicente (en idioma aragonés San Vicient o San Bizién), también conocido como San Vicente de Aquilué, es una localidad española perteneciente al municipio de Caldearenas, en la comarca del Alto Gállego, provincia de Huesca, Aragón.

## Demografía

### Localidad
Datos demográficos de la localidad de San Vicente desde 1900:
| 74                    | 78 | 73 | 70 | 49 | 55 | 48 | 22 | 21 | 17 | 14 | 12 | 20 |
| (Fuente: IAEST e INE) |    |    |    |    |    |    |    |    |    |    |    |    |

- Aparece en el Noménclator con el nombre de San Vicente.
- Datos referidos a la población de derecho.

### Antiguo municipio
Datos demográficos del municipio de San Vicente desde 1842:
| 87            | -- | -- | -- | -- | -- | -- | -- |
| (Fuente: INE) |    |    |    |    |    |    |    |

- En el censo de 1842 se denominaba San Vicente.
- Entre el censo de 1857 y el anterior, este municipio desaparece porque se integra en el municipio de Serué.
- Datos referidos a la población de derecho, excepto en los censos de 1857 y 1860 que se refieren a la población de hecho.